# 索科利夫卡 (布拉特西克區)
47°55′21″N 31°46′59″E / 47.92250°N 31.78306°E
索科利夫卡（烏克蘭語：Соколівка），是烏克蘭南部的村莊，隸屬尼古拉耶夫州的沃茲涅先斯克區。該村始建於1927年，面積1.01平方公里，海拔高度158米，2001年人口311，人口密度每平方公里307.6人。